# Cervera del Río Alhama
Cervera del Río Alhama – gmina w Hiszpanii, w prowincji La Rioja, w La Rioja, o powierzchni 152,56 km². W 2011 roku gmina liczyła 2636 mieszkańców.